# Basketbolen klub Dunav
Il Basketbolen klub Dunav (in bulgaro Баскетболен клуб Дунав?), noto anche come Dunav Ruse, è una società di pallacanestro femminile di Ruse, in Bulgaria. Sponsorizzata dall'Econt, disputa la Zheni Părva A-1, massima divisione del campionato bulgaro.
Gioca al palazzetto Dunav, che ha una capacità di 1200 spettatori, e i suoi colori sociali sono il bianco e il blu. Nella sua storia non ha mai vinto alcun trofeo nazionale. Vi ha giocato Saška Aleksandrova.
La rosa 2007-08 è formata da: Diana Najdenova, Hristina Guerdjikova, Daniela Peteva, Petya Djambazka, Anna Rimpova, Roksana Jordanova, Mirena Dencheva, Aneta Miteva, Svetla Asenova, Aleksandra Kancheva, Hristina Minkova, Viktorija Mirčeva e Maria Baycheva.

## Palmarès
- Coppa di Bulgaria: 4

2010, 2011, 2012, 2013